# Museo Casa Orduña
El Museo Municipal Casa Orduña sito en Guadalest (Provincia de Alicante, España) es una edificación del siglo XVII, ya que fue construida después del gran terremoto de 1644.
La Casa fue levantada por la familia Orduña, estirpe de origen vasco que había llegado a Guadalest como gente de confianza de los Marqueses de Guadalest. Los Orduña estuvieron al servicio de los marqueses como alcaides de la fortaleza y gobernadores de sus estados.

## Dependencias
Entre las dependencias de la casa, se puede observar:
- la sala de la entrada decorada con óleos de carácter religioso;
- la sala de los arcos, en la que se exhiben las obras procedentes del concurso anual de pintura que se celebra en Guadalest;
- la antesala, en la que se puede contemplar un Ecce-Homo de autor desconocido que representa una doble figura del Cristo;
- la sala de la Virgen, donde se encuentra una urna que contiene la imagen procesional yacente que representa la Dormición de Nuestra Señora (Virgen de la Asunción), también una tabla de 210 x 188 cm colocada sobre el testero de la habitación, la cual trata el tema del fin de la vida terrena de María tal y como se narra en los Evangelios Apócrifos. Esta pieza se atribuye al maestro de Alcira y se encuadra cronológicamente entre 1527 y 1550 y otro elemento importante a destacar en esta sala es la Custodia que data del siglo XVIII.
- la cocina y el comedor, donde destaca una excelente colección de cerámica;
- las salas nobles, cuya disposición, mobiliario y enseres muestran cómo se concebía la vida privada en siglos pasados.
- la Biblioteca, con un total de 1265 volúmenes.
- la sala de exposiciones, donde periódicamente se exhiben esculturas y pinturas de distintos artistas;

En la cuarta planta, hay una sala de usos múltiples.